# Аристархов, Антон Андреевич
Аристархов Антон Андреевич (11 февраля 1999, Ногинск, Московская область, Россия) — член сборной России по пулевой стрельбе из пистолета, многократный чемпион Европы. Мастер спорта России международного класса.

## Биография
Родился в городе Ногинск 11 февраля 1999 года. Стрельбой начал заниматься в 2012 году, посещая секцию пулевой стрельбы в ДДЮТ г.Ногинск. Первый тренер - Подмарькова О.Ю. Имеет среднее профессиональное образование. Прошел срочную службу в Спортивной роте ВС РФ.

## Спортивные достижения
2016 —  Присвоено почетное спортивное звание " Мастер спорта России ".
2017 — Чемпион Европы по стрельбе из пневматического пистолета с установлением мирового рекорда. Марибор, Словения
2017 — 2-е место на Чемпионате Европы по стрельбе из малокалиберного оружия (произвольный пистолет, 50 м.). Баку, Азербайджан
2017 — 2-е место на Чемпионате мира по стрельбе из малокалиберного оружия (произвольный пистолет, 50 м.). Зуль, Германия
2018 — Чемпион Европы по стрельбе из пневматического пистолета. Дьёр, Венгрия
2018 — Чемпион Европы по стрельбе из пневматического пистолета (смешанные команды, в паре с Яной Ениной) с установлением мирового рекорда. Дьёр, Венгрия
2018 —  Бронзовый призер Чемпионата мира (пневматический пистолет, 10 м., командный зачет, юниоры). Чханвон, Республика Корея.
2019 —  Чемпион Европы по стрельбе из пневматического пистолета. Осиек, Хорватия.

2019 —  Присвоено почетное спортивное звание " Мастер спорта России международного класса ".